# 가오루 (배우)
가오루(중국어: 高露, 병음: Gāo Lù, 한자음: 고로, 1982년 10월 8일~)는 중화인민공화국의 배우이다.

## 출연작

### 드라마
- 2017년 저장 위성 텔레비전 중국람극장 《외과풍운》 - 린환 역
- 2018년 후난위성텔레비전 금응독파극장 《지부지부응시녹비홍수》 - 임금상 역
- 2018년 아이치이 웹드라마 《몽상합화인》 - 리웨이 역
- 2019년 중국중앙텔레비전 제일특약극장 《격정적세월》 - 양지아롱 역
- 2019년 저장 위성 텔레비전 중국람극장 《천의무봉》 - 우태태 역
- 2019년 저장 위성 텔레비전 중국람극장 《도정호 : 가족의 재발견》 - 우페이 역
- 2020년 후난위성텔레비전 금응독파극장 《완미관계》 - 수청 역
- 2020년 아이치이 웹드라마 《아시어환수》 - 간홍 역
- 2021년 베이징 텔레비전 품질극장 《아문적신세대》 - 원징 역
- 2021년 중국중앙텔레비전 황금강당극장 《난양지하》 - 송사응 역
- 2021년 텐센트 웹드라마 《니시아적영요 : 너는 나의 영광》 - 침정 역